# Blankenfelde järnvägsstation
Blankenfelde järnvägsstation är slutstation för Berlins pendeltåg linje S2 i Blankenfelde och en stationen för regionaltågslinjen RE 3 norrut mot Berlin och Schwedt/Stralsund, i andra riktningen söderut mot Elsterwerda, och linjen RE 7, i riktning norrut mot Berlin via Berlin-Schönefeld och vidare mot Dessau-Rosslau, samt i andra riktningen söderut mot Wünsdorf.